# Porta-bandeira
Porta-bandeira ou porta-estandarte designa o cargo, tarefa ou incumbência de alguém que tem a tarefa de levar uma bandeira que represente um Estado, um território ou uma unidade ou organização militar ou civil, sendo tal considerado normalmente uma honraria, porque se age como representante do país ou organização que a bandeira está a simbolizar.
Até a Primeira Guerra Mundial usava-se um porta-estandarte da unidade militar em batalha. A bandeira era usada como referência para os soldados da unidade. A bandeira não caía em mãos inimigas pois tal era considerado um desprestígio e sinal de derrota em batalha, sendo protegida a todo o custo.
Hoje apenas há porta-bandeiras em contextos cerimoniais, como um desfile — vejam-se os desfiles de escolas de samba cariocas e desfiles das forças armadas brasileiras no Sete de Setembro — ou as cerimónias de abertura dos Jogos Olímpicos.

## Galeria de imagens

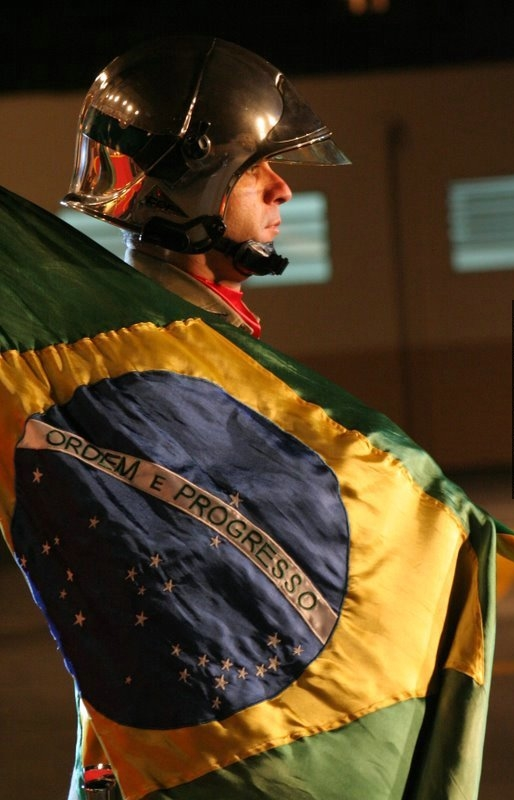
Porta-bandeira do Corpo de Bombeiros da Polícia Militar do Paraná - Brasil.
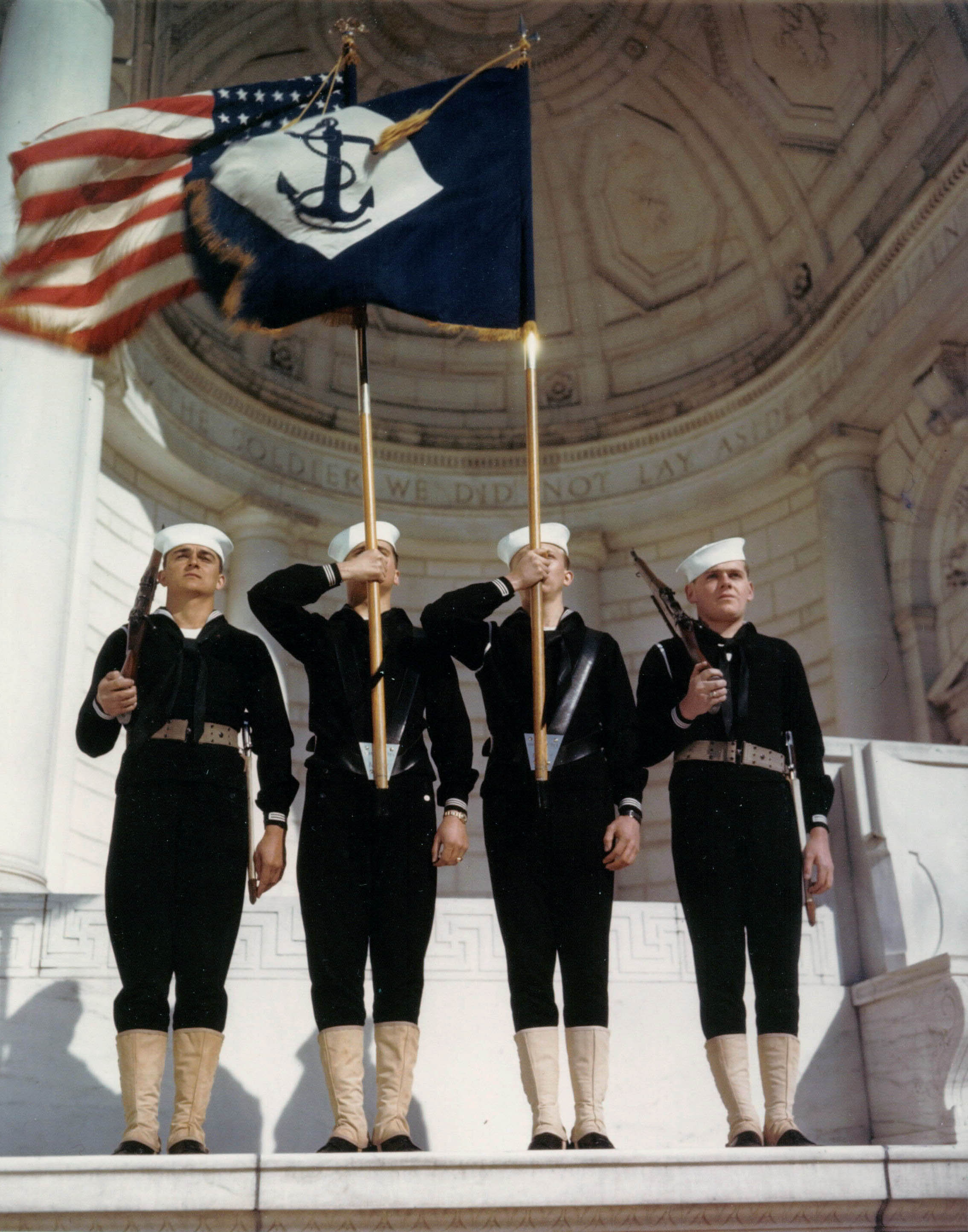
Porta-bandeira no Cemitério Nacional de Arlington, Estados Unidos.
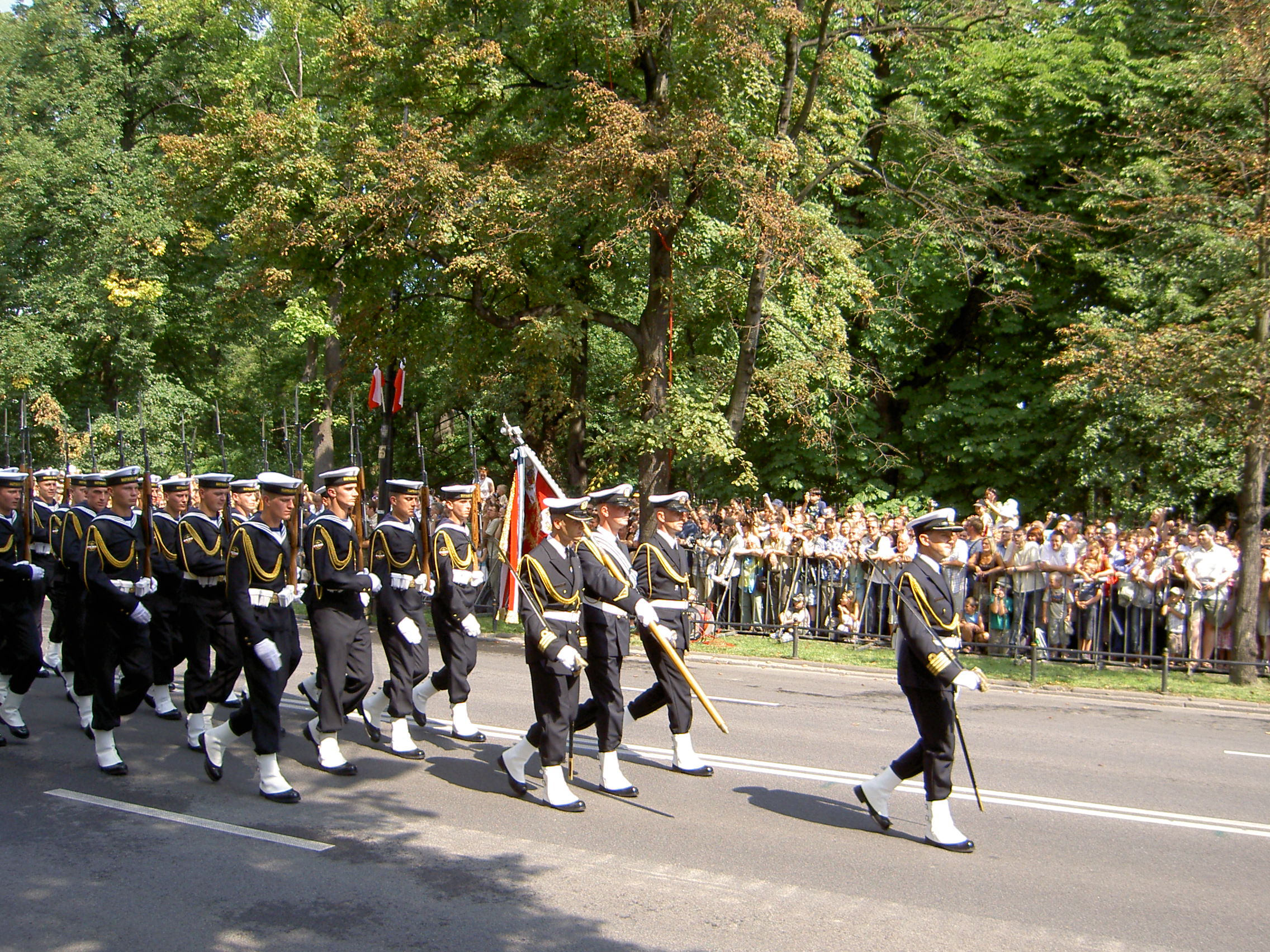
Desfile militar com porta-bandeira na Polónia.
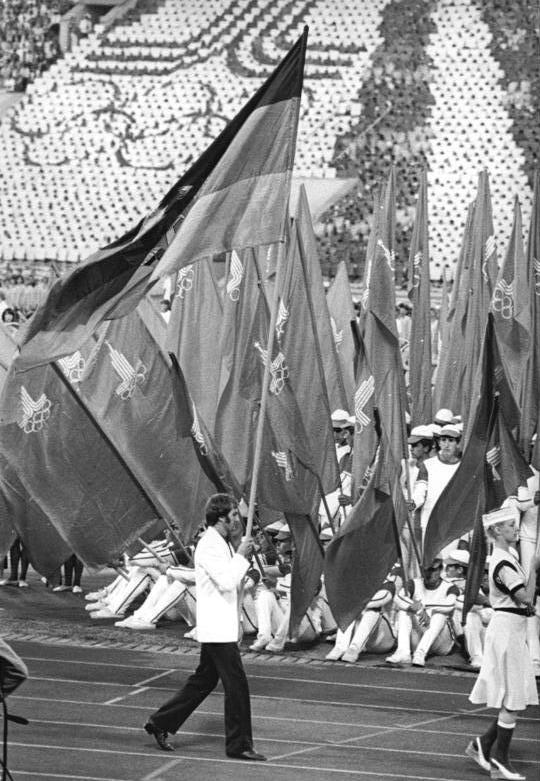
Atleta da Alemanha Oriental nos Jogos Olímpicos de Verão de 1980, Moscovo, União Soviética.
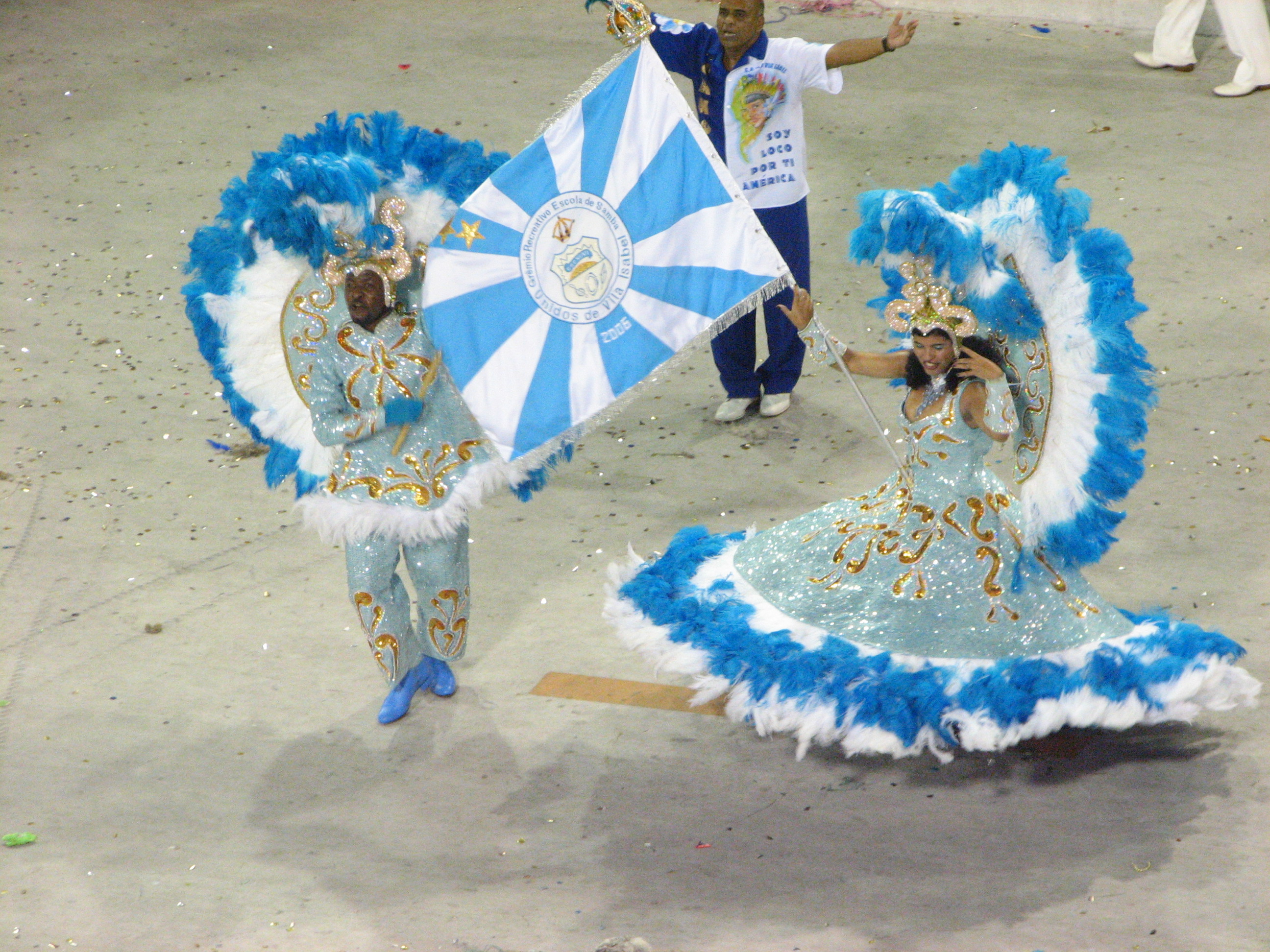
Casal de mestre-sala e porta-bandeira da escola de samba Unidos de Vila Isabel, no carnaval de 2006.